# درن (دوندغوبی)
شهرستان دِرِن (به زبان مغولی: Дэрэн сум، [Deren sum]؛ ᠳᠡᠷᠡᠩ ᠰᠤᠮᠤ، [dereŋ sumu]) یک شهرستان (سُوم) در مغولستان است که در استان دوندغوبی واقع شده‌است. دِرِن ۳٬۶۲۴ کیلومتر مربع مساحت دارد.

## تقسیمات اداری
شهرستان دِرِن متشکل از ۴ قصبه (باغ) می‌باشد، شامل:
- آلاغ‌اوندور (مغولی: Алаг-Өндөр баг، [Alag-Öndör bag]؛ ᠠᠯᠠᠭ ᠥᠨᠳᠦᠷ ᠪᠠᠭ، [alaɣ öndür baɣ])
- بومبات (مغولی: Бумбат баг، [Bumbat bag]؛ ᠪᠤᠮᠪᠠᠲᠤ ᠪᠠᠭ، [bumbatu baɣ])
- دولود (مغولی: Долоод баг، [Dolood bag]؛ ᠳᠣᠯᠤᠭᠠᠳ ᠪᠠᠭ، [doluɣad baɣ])
- سارول (مغولی: Саруул баг، [Saruul bag]؛ ᠰᠠᠷᠠᠭᠤᠯ ᠪᠠᠭ، [saraɣul baɣ])